# USNO CCD Astrograph Catalog
El catàleg astrogràfic CCD de l'USNO (en anglès: USNO CCD Astrograph Catalog, abreujat com a UCAC) és un catàleg d'estels astromètrics publicat per l'Observatori Naval dels Estats Units (USNO).

## Programa d'observació
El catàleg UCAC es basa en un programa d'observació que utilitza l'astrògraf dual de l'Observatori Naval dels Estats Units i una càmera CCD de 4k x 4k, que proporciona una imatge de poc més d'un grau quadrat amb una escala de 0,9"/píxel. L'objectiu de 5 lents d'obertura corregida en vermell de l'astrògraf de 20 cm proporciona un camp de visió circular de 9 graus (dissenyat per a plaques fotogràfiques), només una part del qual és utilitzat per la càmera CCD, centrada a l'eix òptic. El sensor CCD és un xip Kodak gruixut amb píxels de 9 micres. La càmera, fabricada per Spectral Instruments, es refreda per l'efecte Peltier a -18 °C.
Les observacions van començar el gener de 1998 a l'Observatori Inter-Americà del Cerro Tololo (CTIO) a Xile, on es va observar tot el cel austral i aproximadament la meitat del cel nord. L'octubre de 2001, l'instrument es va traslladar a l'Estació de Flagstaff de l'Observatori Naval (NOFS) a Arizona, on es va completar la cobertura del cel del nord el 2004.
Es va emprar un esquema de superposició de camp de "centre a cantonada" amb una quadrícula de 0,5 graus, començant pel pol sud celeste. Cada camp es va observar dues vegades: amb una exposició llarga (de 100 a 150 s) i una curta (de 20 a 30 s). Les rutines de control de qualitat sistemàtics van donar lloc a l'eliminació de més del 15% dels camps observats. Les observacions es van fer en una sola banda espectral (579-642 nm) i, per tant, les magnituds UCAC es troben entre les bandes V i R de Johnson.

## UCAC-1
La primera edició preliminar, publicada el març de 2000, dona les posicions i els moviments propis d'uns 27 milions d'estrelles de l'hemisferi sud en el rang de magnituds de 8 a 16.

## UCAC-2
La segona edició es va publicar per a l'Assemblea General de la Unió Astronòmica Internacional de 2003 a Sydney i proporciona les posicions i els moviments adequats d'aproximadament 50 milions d'estrelles.

## UCAC-3
La tercera edició es va publicar per a l'Assemblea General de la Unió Astronòmica Internacional de 2009 a Rio (agost de 2009).

## UCAC-4
La quarta i última edició es va publicar l'agost de 2012.
Des de la primavera de 2015, el seu successor, el catàleg URAT està en procés d'elaboració.

## UCAC-5
La cinquena edició es va publicar el febrer de 2017.